# サン・ホルヘ島
サン・ホルヘ島 (サン・ホルヘとう、San Jorge Island) はソロモン諸島のイサベル州にあり、同州で2番目に大きな島である。イサベル県の大部分を占めるサンタイサベル島の南端付近、サウザンド・シップス湾の向かい側にある。サン・ホルヘ島の面積は 184 km2 で4つの村があるが、人口は総計でも1000人以下である。
座標: 南緯8度27分 東経159度35分 / 南緯8.450度 東経159.583度